# Mesosemia orbona
Mesosemia orbona is een vlindersoort uit de familie van de prachtvlinders (Riodinidae), onderfamilie Riodininae.
Mesosemia orbona werd in 1903 beschreven door Godman.